# Росьле
Росьле (пол. Rośle) — село в Польщі, у гміні Домб'є Кольського повіту Великопольського воєводства.
Населення — 187 осіб (2011).
У 1975-1998 роках село належало до Конінського воєводства.

## Демографія
Демографічна структура станом на 31 березня 2011 року:
|          | Загалом | Допрацездатний вік | Працездатний вік | Постпрацездатний вік |
| -------- | ------- | ------------------ | ---------------- | -------------------- |
| Чоловіки | 98      | 15                 | 68               | 15                   |
| Жінки    | 89      | 14                 | 40               | 35                   |
| Разом    | 187     | 29                 | 108              | 50                   |